# Fernando Vernier

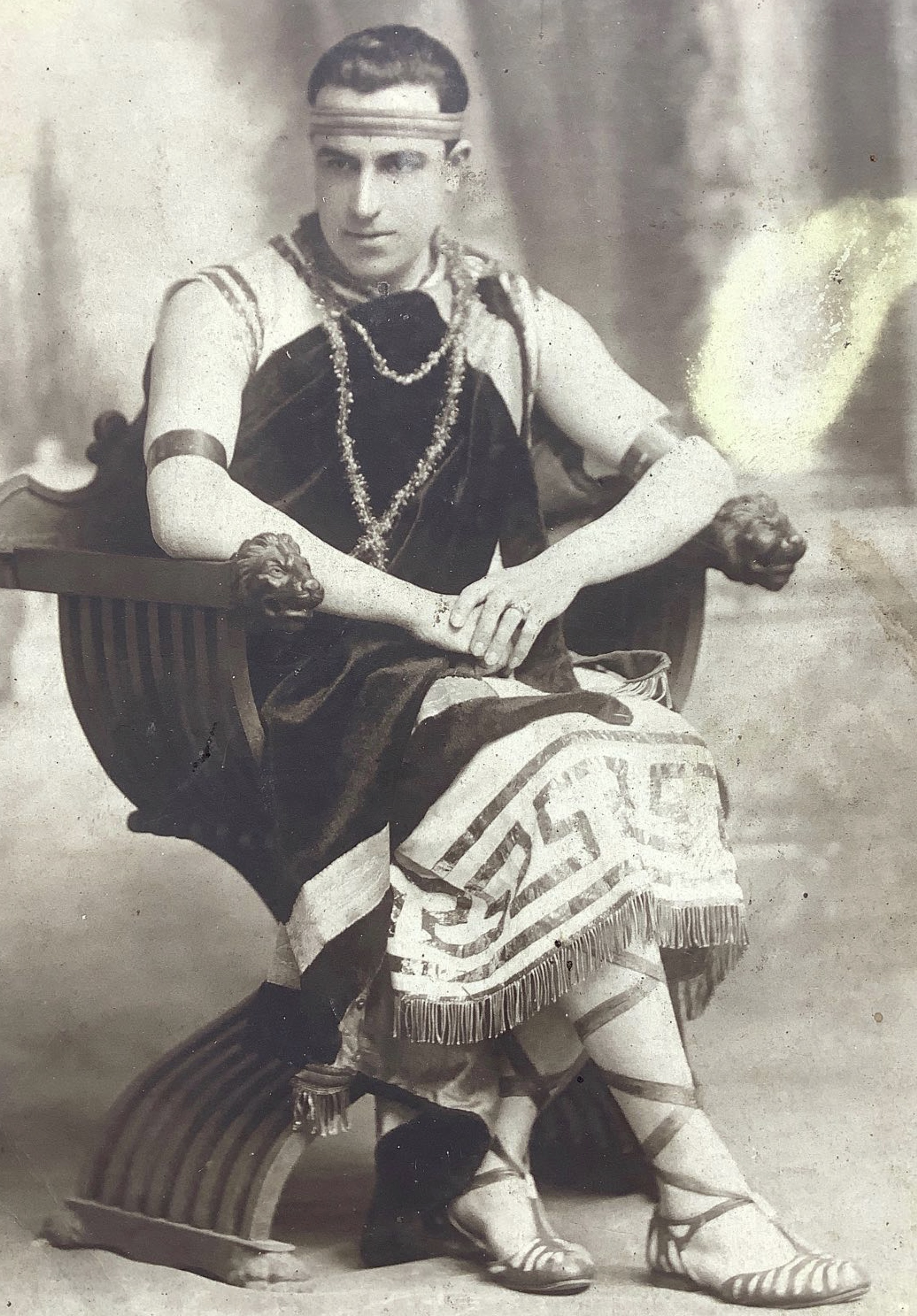
El dramaturgo Fernando Vernier, personificado para una obra teatral, en la década de 1920.

Fernando Vernier (Copiapó, 1895- Santiago,1951), seudónimo de Gonzalo García Pina, fue un escritor, periodista y dramaturgo chileno. Se destacó como autor teatral en Chile durante la primera mitad del siglo XX. Sus obras fueron puestas en escena por la destacada Compañía de Alejandro Flores. Fue Vicepresidente de la Sociedad de Autores Teatrales de Chile.

## Biografía
Vernier nació en Copiapó, y era hijo del empresario español asturiano Arsenio García y la copiapina Dolores Pina. 
Estudió en el Liceo de Hombres de Copiapó donde empezó a hacer sus primeros escritos.
En Santiago, estrenó cuatro obras: "Alma Extraña" (estrenada en el Teatro Municipal de Santiago, en 1937), "El Mal Ladrón" (estrenada en el Teatro de la Comedia -Teatro Cariola- ), "El Dolor de callar" (estrenada en el Teatro de la Comedia, y "El Nido en la Jaula".
El Teatro Municipal le otorgó el primer Premio a la categoría Alta Comedia en 1939 (Al Conjunto Fernando Vernier).
Según Benjamín Morgado, tenía predilección por el teatro retórico
Su obra más importante fue "El dolor de callar", estrenada por la compañía de Alejandro Flores el 5 de julio de 1930. Fue precisamente Alejandro Flores quien le dio la oportunidad para que su prestigiosa compañía diera forma a sus obras. 
Se casó con Hortensia Carrancá, con quienes tuvieron cinco hijos.
Al momento de su muerte, tenía 56 años, era Vicepresidente de la Sociedad de Autores Teatrales de Chile.

## Obra
Según el escritor chileno Mariano Latorre, Vernier era "un comediógrafo sentimental, la intención psicológica de un ambiente criollo que puede tener los matices de un ambiente europeo". Latorre destaca de Vernier su "natural talento escénico".
En Santiago, estrenó cuatro obras: "Alma Extraña" (estrenada en el Teatro Municipal de Santiago en 1937), "El Mal Ladrón" (estrenada en el Teatro de la Comedia, actual Teatro Cariola), "El Dolor de Callar" (estrenada en el Teatro de la Comedia), y "El Nido en la Jaula".
El Teatro Municipal le otorgó el Primer Premio a la categoría de Alta Comedia en 1939 (al Conjunto Fernando Vernier).
Según Benjamín Morgado, su estilo tenía predilección por el "teatro retórico", mientras que Latorre le reconocía inspiración de la dramaturgia francesa.